# Greenville (contea di Greene, New York)
Greenville è un comune (town) degli Stati Uniti d'America, situato nello stato di New York, nella contea di Greene.